# Final Cut (Technik)
Der sogenannte Final Cut (dt. endgültiger Schnitt) ist die Bezeichnung für die letzten und somit endgültigen Szenemontagen eines Filmes. Nach dem Final Cut ist die primäre und künstlerische Produktion eines Filmes für das produzierende Studio abgeschlossen. In der Filmindustrie ist der Final Cut (zumindest für die Kinoversion) oftmals nur den Produzenten vorbehalten. Er wird fast ausschließlich nach einer Vorabvorführung für ein ausgewähltes, repräsentatives Testpublikum auf Grund dessen unmittelbarer Resonanz erstellt.
Es gab/gibt nur sehr wenige Regisseure, die auch über das Privileg eines Final Cuts verfügten/verfügen, so beispielsweise Alfred Hitchcock, Stanley Kubrick, David Lynch, Oliver Stone, Christopher Nolan, Quentin Tarantino oder die Coen-Brüder. Wolfgang Petersen war einer der wenigen nicht-englischsprachigen Regisseure, der ebenfalls dieses Privileg hatte. 
Genau genommen ist der Begriff Final Cut eigentlich nicht ganz richtig, weil es auch nach Fertigstellung des Films noch zu weiteren Schnitten kommen kann, damit z. B. in bestimmten Ländern eine gewünschte Altersfreigabe (sie wird in Deutschland durch die FSK zugeteilt) erreicht wird. Dabei wird er jedoch fast immer nur noch um besonders brutale, politisch oder menschenrechtlich äußerst fragwürdige oder auch sexuell sehr freizügige Szenen mehr oder weniger gekürzt, der Ablauf oder die Aussage des Films selbst aber so gut wie nie verändert.

## Alternatives Ende
Als alternatives Ende bezeichnet man insbesondere bei Filmen Enden eines Films die zwar geplant, aber nicht realisiert wurden. Insbesondere spricht man von einem alternativen Ende, wenn dieses bereits produziert wurde.
Alternative Enden sind meist das Resultat der ursprünglichen Produktion eines Films, das dann jedoch bei einem Testpublikum schlecht ankam. Da in solch einem fortgeschrittenen Zustand meist keine größeren Änderungen am Film mehr vorgenommen werden können, wird häufig nur das Ende eines Films verändert. Häufig spielen dabei auch Erwägungen eine Rolle, wie die „Geschichte ausgehen“ soll, so wird zum Teil die Intention des Films oder das Genre durch ein alternatives Ende stark verändert.